# 曾棠
曾棠（1483年—？年），字方召，四川嘉定州人，民籍。

## 生平
正月二十七日生，行二，治《禮記》，由國子生中式正德八年（1513年）癸酉科四川鄉試第五十九名舉人，年三十五歲中式正德十二年（1517年）丁丑科會試第二百十八名，第三甲第十一名進士。刑部观政，授江阴县知县，调江西彭泽县知县。

## 家族
曾祖曾孟舉；祖曾友良；父曾賢；母蕭氏。具慶下，妻鄭氏，兄棊，弟樂。